# Юн Сім Док
Юн Сім-док (кор. 윤심덕; ханча: 尹心悳; 25 липня 1897 — 4 серпня 1926) — корейська співачка. Перша професійна сопрано в Кореї.

## Життя та кар'єра
Юн Сім-док народилася у 1897 році в Пхеньяні. Вона навчалася в Пхеньянській середній і вищій школі для дівчат, а також закінчила Кьонсонський жіночий педагогічний коледж у Сеулі у 1914 році. Після випуску працювала вчителькою початкової школи у місті Вонджу.
Після року викладання вирушила до Японії, ставши першою кореянкою, яка навчалася у Токійській музичній школі. Там вона закохалася у студента англійської літератури Кім У-чіна, який був одружений. Вони мали роман.
Після закінчення навчання Юн Сім-док повернулася до Кореї і дебютувала як сопрано у 1923 році. Хоча публіка була вражена її потужним голосом, вона не могла заробити на життя, виконуючи лише західну класичну музику. Тому Юн Сім-док почала працювати як попспівачка і акторка, щоб утримувати себе.
У 1926 році Юн Сім-док і Кім У-чін разом покінчили життя самогубством, стрибнувши з пасажирського корабля, що прямував з Сімоносекі до Пусана. Ця новина шокувала корейське суспільство, а її запис пісні «Гімн смерті» (사의 찬미), зроблений у тому ж році, після її смерті розійшовся тиражем 100 000 примірників — безпрецедентний випадок на той час.

## Спадщина
Найвідоміший запис Юн Сім-док — «Гімн смерті» 1926 року — вважається першою корейською «популярною» піснею. Його було записано в Осаці японською компанією Nitto, а на фортепіано акомпанувала її сестра. Мелодія пісні заснована на відомому творі «Хвилі Дунаю» композитора Іона Івановічі.
Про Юн Сім-док зняли два фільми. Перший — «Юн Сім-док» (1969) режисера Ан Хьон-чоля з Мун Хі у головній ролі. Другий — фільм 1991 року під назвою «Пісня смерті», знятий режисером Кім Хо-суном і з акторкою Чан Мі-хі. Фільм отримав численні нагороди в Південній Кореї, зокрема «Найкращий фільм» на кінофестивалі «Синій дракон» та Премії мистецтва кіно Чунса того ж року.
У 2018 році також вийшов телесеріал під назвою «Гімн смерті» (The Hymn of Death).

## Галерея
Актриси, які зіграли Юн Сім-док:
- Мун Хі — у фільмі «Юн Сім-док» (1969)
- Чан Мі-хі — у фільмі «Пісня смерті» (1991)
- Шін Хє-сон — у телесеріалі «Гімн смерті» (2018)